# Chiesa della Madonna della Scala (Rimini)
La chiesa della Madonna della Scala è una chiesa cattolica di Rimini risalente a inizio XVII secolo. È situata nel Borgo San Giuliano.

## Storia

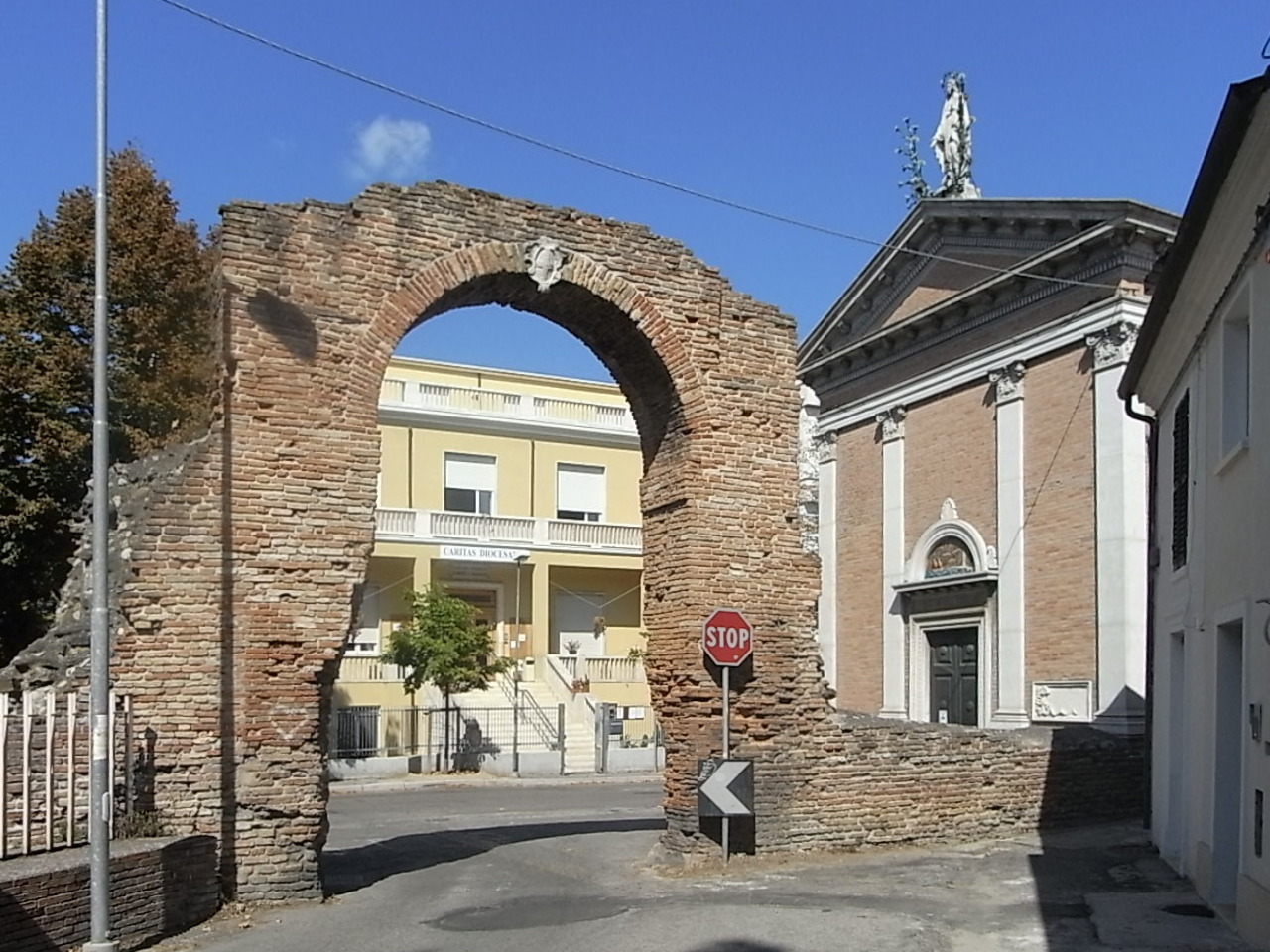
La chiesa vista dalla vicina Porta Gervasona

La chiesa fu costruita nel 1610, nei pressi di Porta Gervasona, attorno a un'immagine della Madonna al centro di un presunto miracolo avvenuto pochi anni prima. Nel 1608 un giovane, caduto col cavallo nel Marecchia, vedendo un'immagine della Madonna sul muro vicino al fiume, avrebbe a ella chiesto aiuto, venendo poi tratto in salvo.
A seguito dell'evento ritenuto miracoloso, i cittadini vollero edificare una chiesa in onore di Maria, finanziandola con le elemosine delle famiglie dei marinai.
Certo è che l'immagine della Madonna, risalente al 1608 e attribuita al riminese Alessandro Codrini, era dipinta sotto alla scala del torrione delle mura civiche. Da qui il nome di Madonna della Scala.
Una prima cappella fu benedetta il 10 luglio 1610, ma già nel 1611 si fece richiesta per l'ampliamento. L'8 ottobre 1610 il dipinto miracoloso fu staccato dal muro del torrione e trasferito all'interno della cappella. Nel 1718 l'edificio fu ampliato e rinforzato a causa dei frequenti straripamenti del fiume. 
La decorazione dell'abside, opera del riminese Francesco Brici (1870-1950), rappresentava il Sogno di Giacobbe. Nel 1927 furono aggiunti organo, campanile e balaustre marmoree. Nel 1931 Papa Pio XI elevò la chiesa a Rettoria.
La chiesa fu duramente colpita dai bombardamenti alleati durante la seconda guerra mondiale. Sotto le bombe andarono perduti il campanile, l'organo, gli arredi e le decorazioni interne. Si salvò solo l'effige miracolosa, che era stata trasportata a Montetauro. La chiesa fu riedificata nel dopoguerra. Nel 1963 il pittore Luigi Arzuffi ridisegnò nell'abside il Sogno di Giacobbe.